# Laurent Paumier
Pour les articles homonymes, voir Paumier (homonymie).
 (mars 2015).
Si vous disposez d'ouvrages ou d'articles de référence ou si vous connaissez des sites web de qualité traitant du thème abordé ici, merci de compléter l'article en donnant les références utiles à sa vérifiabilité et en les liant à la section « Notes et références ».
Laurent Paumier, né à Coutances le 29 mars 1973, est un coureur cycliste français, professionnel de 2001 à 2005.

## Biographie
Laurent Paumier commence le cyclisme dans le club d'Agon-Coutainville puis à Périers Sports. 
Il rejoint ensuite le VC Évreux (Eure) et y obtient de bons résultats qui lui ouvrent les portes de la puissante équipe amateure Jean Floc’h-Mantes.
Il passe professionnel en 2001 au sein de l'équipe Saint-Quentin-Oktos.
En 2002, au Grand Prix du Midi Libre, il remporte l'étape phare terminée en altitude  devant Lance Armstrong, alors triple vainqueur du Tour de France, et plusieurs coureurs de la ONCE.
Ag2R Prévoyance, qui va disputer le Tour de France quelques semaines plus tard, engage immédiatement Laurent Paumier mais une semaine avant le début du Tour, le coureur normand est déclaré positif aux corticoïdes à un contrôle antidopage effectué pendant le Grand Prix du Midi Libre. Il est suspendu deux mois par son équipe et ne portera finalement jamais les couleurs d'Ag2R Prévoyance.
Il retourne dans son ancienne équipe pour se relancer mais il ne parvient pas à retrouver son niveau de 2002. En 2004, il rejoint l'équipe Auber 93.
À la fin de la saison 2005, ne retrouvant pas de nouvelle équipe, il préfère prendre sa retraite sportive.

## Palmarès

### Par année
| - 1996 - Champion de Normandie sur route - Étoile de Tressignaux - 3e étape du Tour de la Manche (contre-la-montre) - Paris-Lisieux - Chrono d’Oceville - 1997 - Circuit des Remparts à Saint-Lô - Prix de la Foire au boudin à Mortagne - Circuit des Matignon - 2e étape du Tour de Meurthe-et-Moselle - Grand Prix de Guerville - 2e du Tour d'Émeraude - 3e du Tour de Meurthe-et-Moselle - 3e du Tour de la Manche - 3e du championnat de Normandie sur route - 1998 - Tour d'Auvergne : - Classement général - 1re et 2e étapes - 2e du Grand Prix Cristal Energie - 3e du Circuit de l'Èvre - 3e des Boucles de l'Austreberthe - 1999 - Boucles guégonnaises - Tour de la Manche | - 2000 - Ronde du Pays basque - Tour de Franche-Comté : - Classement général - 3e et 4e étapes - Tour de la Porte Océane - Grand Prix Point P - 2002 - 5e étape du Grand Prix du Midi libre - 2e du Trophée des grimpeurs - 3e de la Route du Pays basque - 3e du Tour de Berne - 2003 - 3e de l'Étape du Tour - 2004 - Triptyque ardennais : - Classement général - 4e étape - 2e de À travers le Morbihan - 2e du Tour du Jura - 3e du Prix d'Armorique |  |

### Classements mondiaux
| Année           | 2005   |
| --------------- | ------ |
| UCI Europe Tour | 1 213e |